# 주간고속도로 제96호선
주간고속도로 제96호선(영어: Interstate 96, I-96)은 미국 북부 미시간주 노턴쇼어스(Norton Shores)와 미시간주 디트로이트(Detroit)를 잇는 309.046km의 고속도로이다. 96호선은 전 노선이 미시간주에 위치한 유일한 고속도로이다.